# Ноулс (Оклахома)
Ноулс (англ. Knowles) — місто (англ. town) в США, в окрузі Бівер штату Оклахома. Населення — 6 осіб (2020).

## Географія
Ноулс розташований за координатами 36°52′23″ пн. ш. 100°11′35″ зх. д. / 36.87306° пн. ш. 100.19306° зх. д. (36.873062, -100.193034).  За даними Бюро перепису населення США в 2010 році місто мало площу 0,45 км², уся площа — суходіл.

## Демографія
Згідно з переписом 2010 року, у місті мешкало 11 особа в 6 домогосподарствах у складі 5 родин. Густота населення становила 24 особи/км².  Було 10 помешкань (22/км²).
Расовий склад населення:
| - 90,9 % — білих - 9,1 % — корінних американців |

До двох чи більше рас належало 0,0 %. Частка іспаномовних становила 9,1 % від усіх жителів.
За віковим діапазоном населення розподілялося таким чином: 0,0 % — особи молодші 18 років, 81,8 % — особи у віці 18—64 років, 18,2 % — особи у віці 65 років та старші. Медіана віку мешканця становила 60,5 року. На 100 осіб жіночої статі у місті припадало 120,0 чоловіків;  на 100 жінок у віці від 18 років та старших — 120,0 чоловіків також старших 18 років.
Цивільне працевлаштоване населення становило 14 особи. Основні галузі зайнятості: сільське господарство, лісництво, риболовля — 42,9 %, виробництво — 28,6 %, освіта, охорона здоров'я та соціальна допомога — 28,6 %.